# Казахска съветска социалистическа република
Казахската съветска социалистическа република е една от републиките, влизащи в състава на СССР. Днес е суверенна държава – Република Казахстан.

## История
Първоначално е образувана като Киргизка АССР в състава на РСФСР на 26 август 1920. Переименувана е през април 1925 в Казахска АССР. В резултат на национално-държавното обособяване в Средна Азия през 1924 – 1925 всички казахски земи се обединяват. Старите губернии са премахнати през 1928 и на тяхно място територията е разделена на окръзи. През март 1930 година от Казахска АССР е отделена Каракалпакстан. На 5 декември 1936 АССР е преобразувана в съюзна република.
Казахската ССР е втората по големина след Руската СФСР с площ 2 717 300 хил. km². Населението на съветската република е било 13 470 000 души. Столица на съветската република пъроначално е град Къзъл Орда, впоследствие Алма Ата.
През 10 декември 1991 Казахска ССР е преименувана на Република Казахстан и няколко дни по-късно става независима.